# Samantha Crawford
Samantha Crawford (18 de febrero de 1995 en Atlanta, Georgia) es una jugadora de tenis estadounidense.
Crawford ha ganado tres títulos de dobles en el ITF gira en su carrera. El 8 de julio de 2013, alcanzó sus mejores ranking el cual fue el número 218. El 8 de julio de 2015, alcanzó el puesto 216 del mundo en el ranking de dobles.
Como joven, Crawford ganó el US Open 2012 individuales junior, derrotando a Anett Kontaveit en la final.

## Títulos

### ITF

#### Individual (0)
| Torneos de $100,000 |
| Torneos de $75,000  |
| Torneos de $50,000  |
| Torneos de $25,000  |
| Torneos de $15,000  |
| Torneos de $10,000  |

#### Finalista (2)
| N.º | Fecha               | Torneo                     | Superficie | Oponentes      | Resultado          |
| --- | ------------------- | -------------------------- | ---------- | -------------- | ------------------ |
| 1.  | 9 de julio de 2012  | Yakima, Estados Unidos     | Dura       | Shelby Rogers  | 4-6, 7-6(7-3), 3-6 |
| 2.  | 12 de enero de 2015 | Plantación, Estados Unidos | Arcilla    | Sachia Vickery | 3-6, 1-6           |

#### Dobles (3)
| Torneos de $100,000 |
| Torneos de $75,000  |
| Torneos de $50,000  |
| Torneos de $25,000  |
| Torneos de $15,000  |
| Torneos de $10,000  |

| N.º | Fecha                 | Torneos                         | Superficie | Pareja         | Oponentes                     | Resultado         |
| --- | --------------------- | ------------------------------- | ---------- | -------------- | ----------------------------- | ----------------- |
| 1.  | 9 de julio de 2012    | Yakima, Estados Unidos          | Dura       | Madison Keys   | Xu Yifan Zhou Yimiao          | 6-3, 2-6, [12-10] |
| 2.  | 18 de febrero de 2013 | Surprise, Estados Unidos        | Dura       | Sachia Vickery | Emily Harman Xu Yifan         | 6-3, 3-6, [10-7]  |
| 3.  | 10 de febrero de 2014 | Rancho Santa Fe, Estados Unidos | Dura       | Xu Yifan       | Danielle Lao Keri Wong        | 3-6, 6-2, [12-10] |
| 4.  | 23 de febrero de 2015 | Rancho Santa Fe, Estados Unidos | Dura       | Asia Muhammad  | İpek Soylu Nina Stojanović    | 6-0, 6-3          |
| 5.  | 22 de junio de 2015   | Baton Rouge, Estados Unidos     | Dura       | Emily Harman   | Storm Sanders Chanel Simmonds | 7-6(4), 6-1       |

#### Finalista (1)
| N.º | Fecha               | Torneos                | Superficie | Pareja         | Oponentes                          | Resultado     |
| --- | ------------------- | ---------------------- | ---------- | -------------- | ---------------------------------- | ------------- |
| 1.  | 14 de julio de 2014 | Carson, Estados Unidos | Dura       | Sachia Vickery | Michaëlla Krajicek Olivia Rogowska | 6-7(4-7), 1-6 |